# Casal Miquel Valls
El Casal Miquel Valls és una obra modernista de Gelida (Alt Penedès) protegida com a Bé Cultural d'Interès Local.

## Descripció
Edifici entre mitgeres, format per soterrani, planta baixa i un pis, sota coberta de teula àrab. A la part posterior té galeries. La façana, de composició simètrica, presenta com a element remarcable el capcer ondulat i l'ornamentació naturalista. El llenguatge emprat en aquesta construcció és el modernisme.

## Història
L'edifici va ser construït l'any 1924, d'acord amb la inscripció que apareix al coronament de la façana.